# 寺門泰彦
寺門 泰彦（てらかど やすひこ、1934年12月 - ）は、日本の英文学者、翻訳家。学習院大学名誉教授。

## 略歴
1964年東京大学大学院英文科修士課程修了。学習院大学文学部助教授、教授。2005年定年。20世紀アメリカ文学のほか、サルマン・ラシュディを研究、翻訳する。

## 翻訳
- 『今日のアメリカ作家たち』（ピエール・ドンメルグ、白水社、文庫クセジュ） 1966
- 『推理小説論 恐怖と理性の弁証法』（ボワロー＝ナルスジャック、紀伊国屋書店） 1967
- 『喪われた大草原 アメリカを創った十五の小説』（ジャック・カボー、平野幸仁, 金敷力共訳、太陽社） 1968
- 『悪い男』（スタンリー・エルキン、新潮社） 1971
- 『フロイト論』（H・マルクーゼ、山本貞夫, 山田仁彰共訳、太陽社） 1974
- 『アーネスト・ヘミングウェイ』（カーロス・ベーカー、大橋健三郎共監訳、新潮社） 1974
- 『ハード・キャンディ』（テネシー・ウィリアムズ、白水社、テネシー・ウィリアムズ小説集） 1981.6
- 『真夜中の子供たち』（サルマン・ラシュディ、早川書房） 1989.1
- 『ウィーン1899年の事件』（ラリー・ウルフ、晶文社） 1992.7
- 『東と西』（サルマン・ラシュディ、平凡社） 1997.4
- 『ムーア人の最後のため息』（サルマン・ルシュディ、河出書房新社） 2011.2

### ジョン・アップダイク
- 『鳩の羽根』（ジョン・アプダイク、白水社） 1968
- 『ケンタウロス』（ジョン・アプダイク、古宮照雄共訳、白水社、新しい世界の文学） 1968
- 『いちばん幸福だったとき』（J・アプダイク、白水社、現代アメリカ短編選集3） 1970
- 『一人称単数』（アップダイク、新潮社） 1977.10
- 『ブラジル』（ジョン・アップダイク、新潮社） 1998.11